# Dune II
Dune II: The Building of a Dynasty (ook bekend onder de naam Dune II: Battle for Arrakis) is een videospel gebaseerd op de film Dune, die op zijn beurt weer gebaseerd is op de roman Duin van Frank Herbert. Het is niet het vervolg op het computerspel Dune, daar het de plot noch de gameplay met dit spel deelt.

## Real-time strategy
Dit spel wordt regelmatig de blauwdruk voor RTS-games genoemd, wat met name te maken heeft met de volgende elementen:
- het delven naar grondstoffen om eenheden te kunnen creëren;
- er is een basis aanwezig, waar eenheden kunnen worden getraind/gebouwd. Deze basis kan vernietigd worden;
- de zogeheten construction tree en afhankelijkheden waarmee bepaald wordt welke constructies en technieken nodig zijn om bepaalde eenheden of gebouwen te kunnen construeren;
- verschillende partijen met elk unieke kenmerken en eenheden.

Het spel is geproduceerd door Westwood Studios, die later de Command & Conquer-serie maakte.

## Verhaal
Keizer Frederick IV van het Huis Corrino heeft zware schulden als gevolg van oorlogen met zijn familieleden. Hij kan deze alleen afbetalen als hij de spice melange oogst, een waardevolle bron van inkomsten, die alleen kan worden gevonden op de planeet Arrakis. Om de spice melange te vergaren, belooft hij het Huis dat de meeste spice oogst te belonen met zeggenschap over de gehele planeet. De Huizen Atreides, Harkonnen en Ordos gaan de strijd om de planeet met elkaar aan. Het Huis Ordos komt overigens noch in de film, noch in de oorspronkelijke boeken voor en is speciaal voor de plot van het spel bedacht.
De eerste missies plaatsen de speler in een verdedigende positie. Er moet een basis worden gebouwd, aanvallen door vijandelijke troepen moeten worden afgeslagen en er moet uiteraard zo veel mogelijk spice worden geoogst. Later, als de planeet steeds verder door de rivaliserende Huizen wordt ingenomen, zullen vijandelijke gebieden aangevallen moeten worden waarbij de speler een meer aanvallende functie vervult. De laatste gevechten zijn uitputtingsslagen tegen de twee inmiddels met elkaar geallieerde vijandelijke Huizen en de troepen van Keizer Frederick zelf, de Sardaukar.

## Ontvangst
Het spel ontving overwegend positieve recensies:
| Beoordeeld door  | Platform | Datum          | Score |
| ---------------- | -------- | -------------- | ----- |
| Amiga Power      | Amiga    | augustus 1993  | 91%   |
| Amiga Format     | Amiga    | september 1993 | 90%   |
| The One          | Amiga    | juli 1993      | 90%   |
| Amiga Games      | Amiga    | mei 1993       | 88%   |
| Tilt             | DOS      | februari 1993  | 85%   |
| Amiga Computing  | Amiga    | september 1993 | 81%   |
| GameCola.net     | DOS      | juni 2007      | 80%   |
| Just Games Retro | DOS      | 24 juli 2007   | 76%   |
| Power Play       | Amiga    | juli 1993      | 75%   |
| Power Play       | DOS      | februari 1993  | 74%   |

Het spel is opgenomen in het boek 1001 Video Games You Must Play Before You Die van Tony Mott.
Het spel kreeg enkele prijzen:
- Beste strategische spel (Amiga Joker in 1993)
- Beste strategische spel van het jaar (Computer Gaming World in 1993)
- 70e op de ranglijst van beste spellen aller tijden (Computer Gaming World in 1996)
- 30e op de ranglijst van 100 meest belangrijke pc-spellen van de jaren 90 (GameStar, Duitsland in 1999)